# Человеческая ситуация
Человеческая ситуация или Человеческое условие (фр. La Condition humaine, англ. Human condition) — междисциплинарное понятие, описывающее условия человеческого существования. Включает такие характеристики, ключевые события и ситуации, как рождение, взросление, эмоциональность, устремления, конфликты и смерть. Человеческая ситуация отражает состояние неустроенности и физической нелепости человека в попытках устранить беспокойство, связанное с поиском смысла жизни, неизбежностью изоляции и в конечном счёте смерти. Термин отражает абсолютную физическую зависимость разума от тела, в то время как разум питает иллюзии власти над телом и окружающей средой. Человеческая ситуация наиболее отчетлива в моменты ослабления или разрушения этих иллюзий под действием внешних факторов, например, болезней, инвалидности, катастроф, насилия, лишения свободы и т. д. Позитивная эмоциональная сторона человеческого условия характеризуется моментами эйфории, всепоглощающей любви и иллюзии слияния с миром.
Человеческая ситуация рассматривается в религии, философии, истории, искусстве, литературе, психологии. Её можно рассматривать как характеристику сумбурного или упорядоченного культурой взаимодействия с внешним миром и самим собой. Она принципиально отличается от бессознательного состояния животного, которого не терзают проблемы самоопределения, ограниченности тела, социальных ролей и т. д. Универсальность понятия человеческой ситуации объясняется независимостью экзистенциального психологического напряжения от культуры, расы, пола и т. д. Человеческое условие может рассматриваться фундаментальным источником возникновения религий и искусства. В данном ключе они являются попытками интеллектуального разрешения глобальной неопределенности человека и человечества.
Раннее использование термина датируется 1933 годом — книга Мальро Андре «La Condition humaine» и одноименная картина художника Рене Магрита «Условия человеческого существования». В современной философии проблема человеческой ситуации находится в центре внимания Мартина Хайдегера, Теодора Адорно, Ханны Арендт, Ролана Барта, Эриха Фромма, Джорджо Агамбена и др. Человеческая ситуация является одной из тем психологических и антропологических исследований, например, книги Эрнеста Беккера «Отрицание смерти», а также течений в искусстве, прослеживаясь в произведениях Фрэнсиса Бэкона и Дэмьена Херста. В кинематографе попытками исследования являются драма Ларса Фон Триера «Меланхолия» и фильм Терренса Малика «Древо жизни».